# Bienal de Cuenca

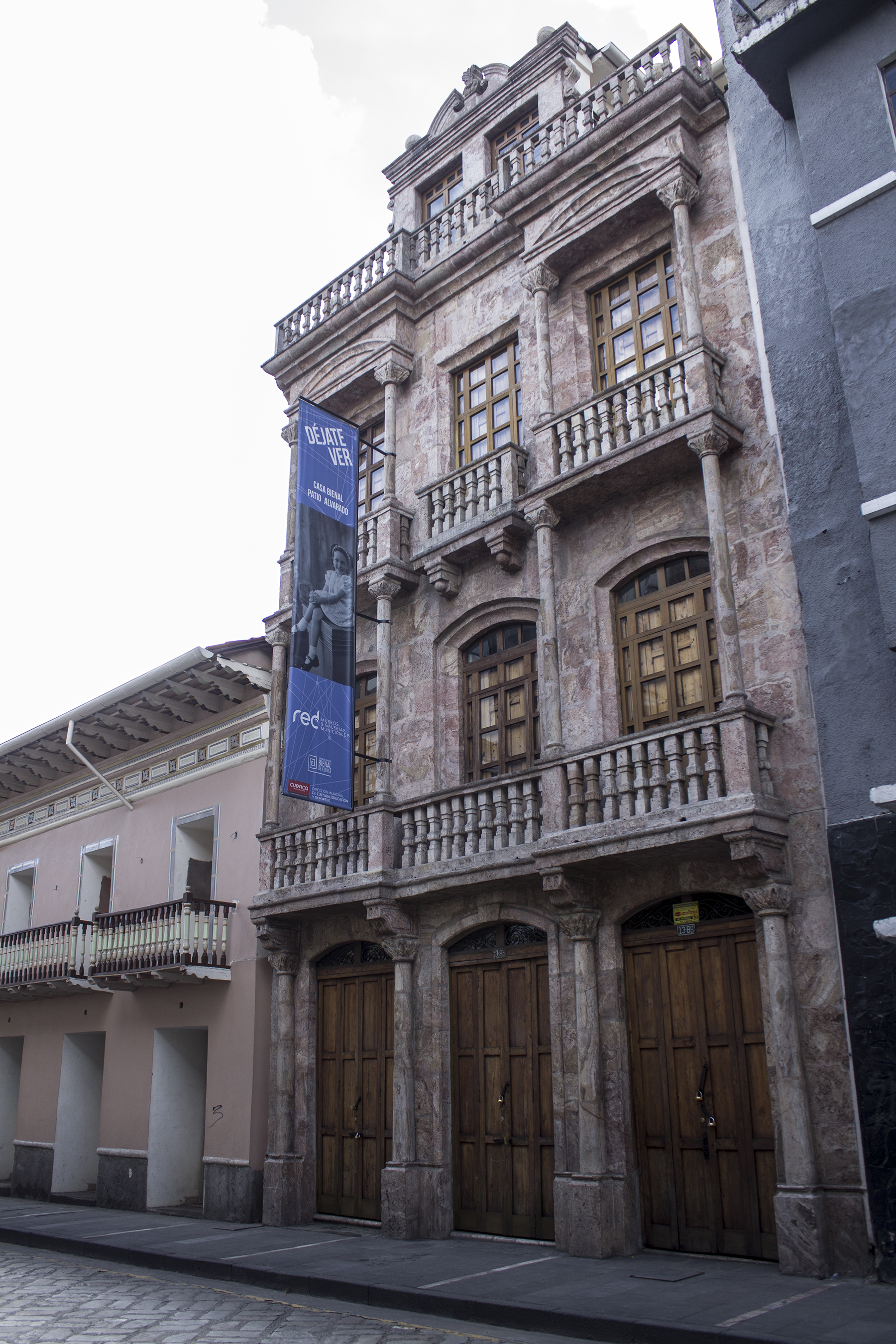
Budova, ve které bienále probíhá.

Bienal de Cuenca je mezinárodní přehlídka umění, konaná každé dva roky v ekvádorském městě Cuenca. První ročník, který byl zaměřen výhradně na malbu, přoběhl mezi dubnem a červencem 1987 a jeho pořadatelkou byla Eudoxia Estrella. Zúčastnilo se jej 135 umělců z 22 zemí s 321 díly. První cenu v soutěži získal Julio Le Parc se svým dílem Modulación 892. Další ročníky zahrnovaly i jiná umělecká díla než jen malbu. Při dalších ročnících hlavní cenu získali například Arcangelo Ianelli, Ignacio Iturria a Saskia Calderón. Bienále v Cuence je jednou z mála uměleckých událostí v Latinské Americe, která má dlouholeté trvání.